# Châtelaudren-Plouagat
Châtelaudren-Plouagat község Franciaország Bretagne régiójában, Côtes-d’Armor megyében. Új községként 2019. január 1-jén jött létre két korábbi község: Plouagat és Châtelaudren egyesítésével. Lakosainak száma 3968 fő (2022. január 1.).

## Népesség
| Lakosok száma | 3844 | 3868 | 3888 | 3916 | 3955 | 3961 | 3968 |
|               | 2016 | 2017 | 2018 | 2019 | 2020 | 2021 | 2022 |